# Лобізва (гміна)
Ґміна Лобізва (пол. Gmina Łobozew) — колишня (1934—1939 рр.) сільська ґміна Ліського повіту Львівського воєводства Польської республіки (1918—1939) рр.. Центром ґміни було село Лобізва.
1 серпня 1934 р. було створено ґміну Лобізва в Ліському повіті. До неї увійшли сільські громади: Бібрка, Дашівка, Лобізва, Соколе, Телесниця Ошварова, Телесниця Сянна, Устіянова, Заброддя.
У середині вересня 1939 року німці окупували територію ґміни, однак уже 26 вересня 1939 року мусіли відступити, оскільки за пактом Ріббентропа-Молотова вона належала до радянської зони впливу. За кілька місяців територія ввійшла до Нижньо-Устрицького району Дрогобицької області. Наприкінці червня 1941, з початком Радянсько-німецької війни, територія знову була окупована німцями. В липні 1944 року радянські війська знову оволоділи цією територією. В 1951 році територія віддана Польщі, бойківські села насильно виселені на південь УРСР.